# Dzsibuti frank
A frank Dzsibuti hivatalos pénzneme az ország függetlensége óta. A frank az USA dollárhoz van igazítva.

## Bankjegyek
| Névérték     | Szín   | Előlap                                        | Hátlap                  | Kibocsátás dátuma |
| ------------ | ------ | --------------------------------------------- | ----------------------- | ----------------- |
| 1000 frank   | vörös  | Ali Ahmed Oudoum                              | ?                       | 2005              |
| 2000 frank   | kék    | fiatal lány jobb oldalon, tevekaraván középen | szobor                  | 1997              |
| 5 000 frank  | ibolya | Mahmoud Harbi                                 | táncosok                | 2002              |
| 10 000 frank | zöld   | Hassan Gouled Aptidon elnök                   | a Központi Bank épülete | 1999              |

## Emlékbankjegyek
2017-ben a függetlenség 40. évfordulójára 40 frankos bankjegyet bocsátottak ki.